# Шведизация
Шведизация (швед. Försvenskning) — распространение и/или навязывание шведского языка, этничности и культуры Швеции, а также политика, которая привела к этим изменениям. В контексте шведской экспансии в Скандинавии, шведизация может относиться как к распространению культуры и языка шведов в Скании в 1600-х годах, так и к государственной политике в отношении саами и финнов в северной Швеции в 1800—1900-х годах.

## Шведизация Скании

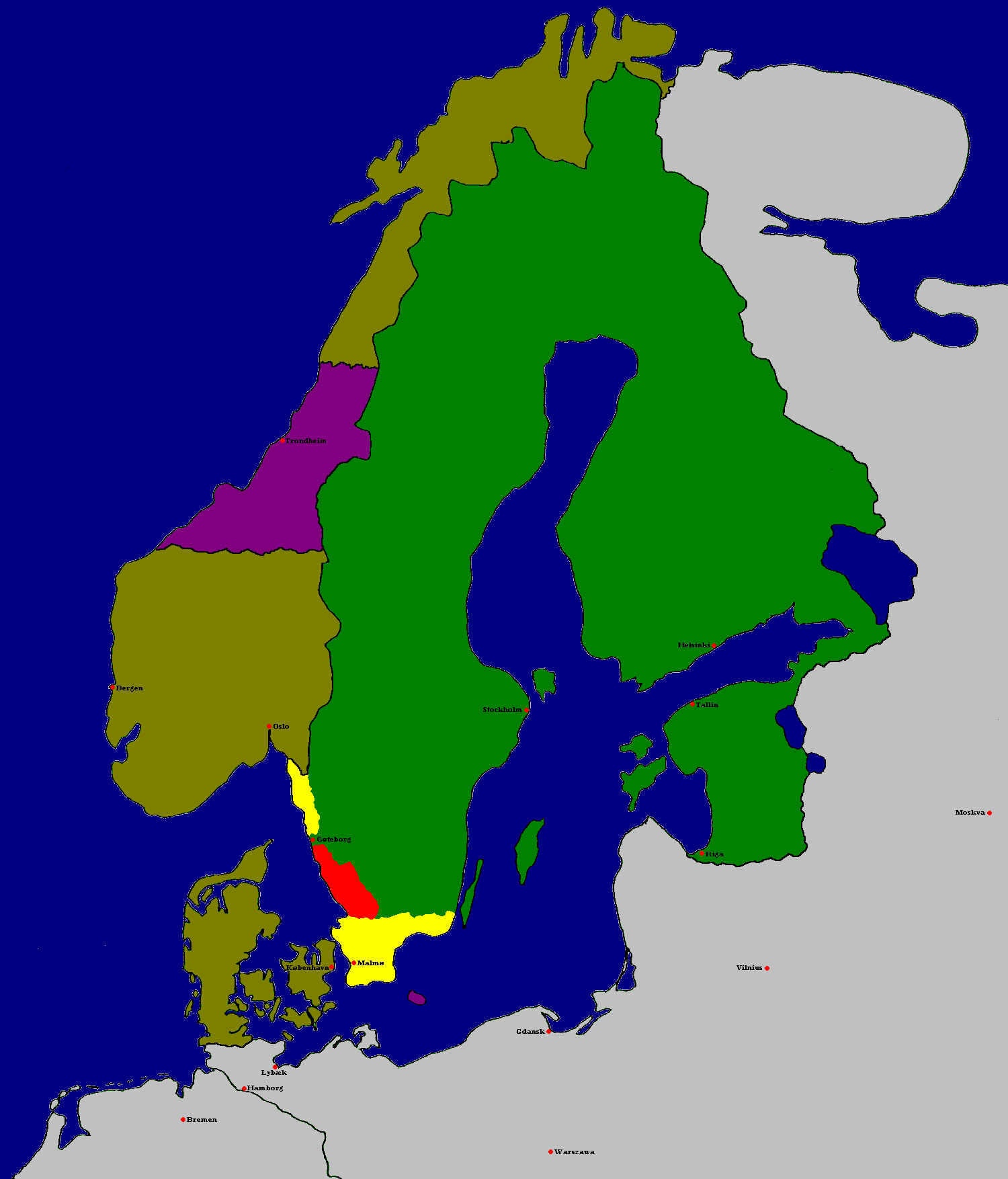
Территориальные приобретения Швеции по условиям Роскилльского мира: Халланд (показан красным цветом), Сконе и Бохуслен (показаны жёлтым цветом), Борнхольм и Трёнделаг (показаны фиолетовым цветом).

В рамках Роскилльского мирного договора, заключенного в конце Второй Северной войны, в начале 1658 года все территории исторической области Скания были переданы Датско-Норвежской унией Шведской империи. Для Шведской империи было важно объединить новых подданных и заставить жителей Скании чувствовать себя шведами, а не датчанами. 16 апреля 1658 года представители знати Скании, Блекинге и Халланда, горожане, духовенство и крестьяне собрались в Мальмё, чтобы присягнуть на верность Карлу X Густаву. Король не присутствовал, но был представлен пустым креслом, окруженным шведскими солдатами.
В 1662 году Швеция согласовала налоги и уставы в Скании в соответствии с другими регионами Швеции. Некоторые из новых положений устава сильно отличались от предыдущей датской практики; например, lilla tullen («маленькая таможня») — взимание налога со всех товаров, ввозимых в города. Другие изменения требовали, чтобы в каждом городском совете было не менее двух членов шведского происхождения. В то же время жители Скании получили представительство в риксдаге, чего не было в других областях, завоёванных Шведской империей.
Когда Карл X Густав высадился в Хельсингборге в 1658 году, он встретил на пирсе епископа Педера Винструпа из Лунда, который стал движущей силой создания Лундского университета в качестве шведского противовеса Копенгагенскому университету. В 1666 году первый был основан под названием «Regia Academia Carolina», а его официальная церемония открытия состоялась в январе 1668 года.
Примерно через два десятилетия после Роскилльского договора Швеция стремилась более полно реализовать свою политику в Скании, включая внесение изменений в язык церковного и бытового общения. В 1681 году местные священники присоединились к Церкви Швеции, а судебные документы и церковная переписка все чаще заимствовали более стандартные шведские грамматические особенности.
Во время Сконской войны в конце 1670-х годов про-датские бойцы «снаппхане» поддерживали датское вторжение. Это привело к кампании по поимке, пыткам и казни тех, кто не хотел присягать на верность шведскому королю. Эта политика была эффективной, и к 1709 году, когда Дания снова предприняла попытку вторжения в Сканию после Полтавской битвы, местные ополченцы оказали сопротивление этим усилиям.
Когда в 1675 году началась Сконская война, в Скании проживало около 180 тысяч человек. К 1718 году осталось всего 132 800 человек. Некоторые снаппхане бежали в Данию; около 30 тысяч сканских юношей были отправлены в шведскую армию, многие из которых были переселены в Прибалтику. В то же время шведов поощряли захватывать сканские фермы и жениться на сканских женщинах.

## Шведизация саами и финнов

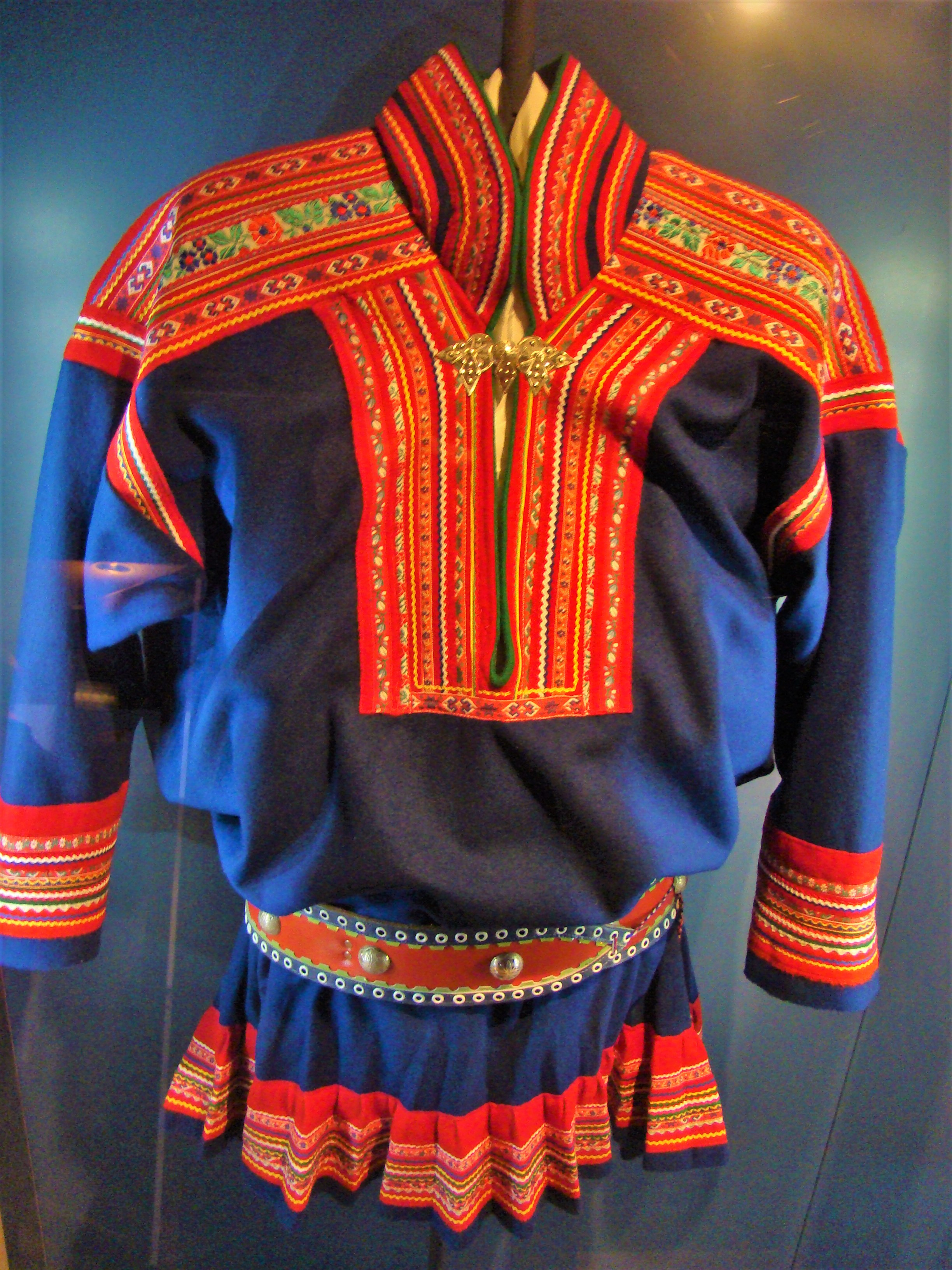
Саамская традиционная одежда из северной Швеции

Начиная с 1846 года Швеция проводила политику, направленную на освоение и контроль своего северного региона, а также на интеграцию саамского и финского населения в шведскую нацию. Хотя переписи начали проводить разграничение между саами, финнами и шведами ещё в 1805 году, на протяжении XIX и XX веков эти определения менялись в зависимости от языка, рода занятий, религии, имени и фамилии.

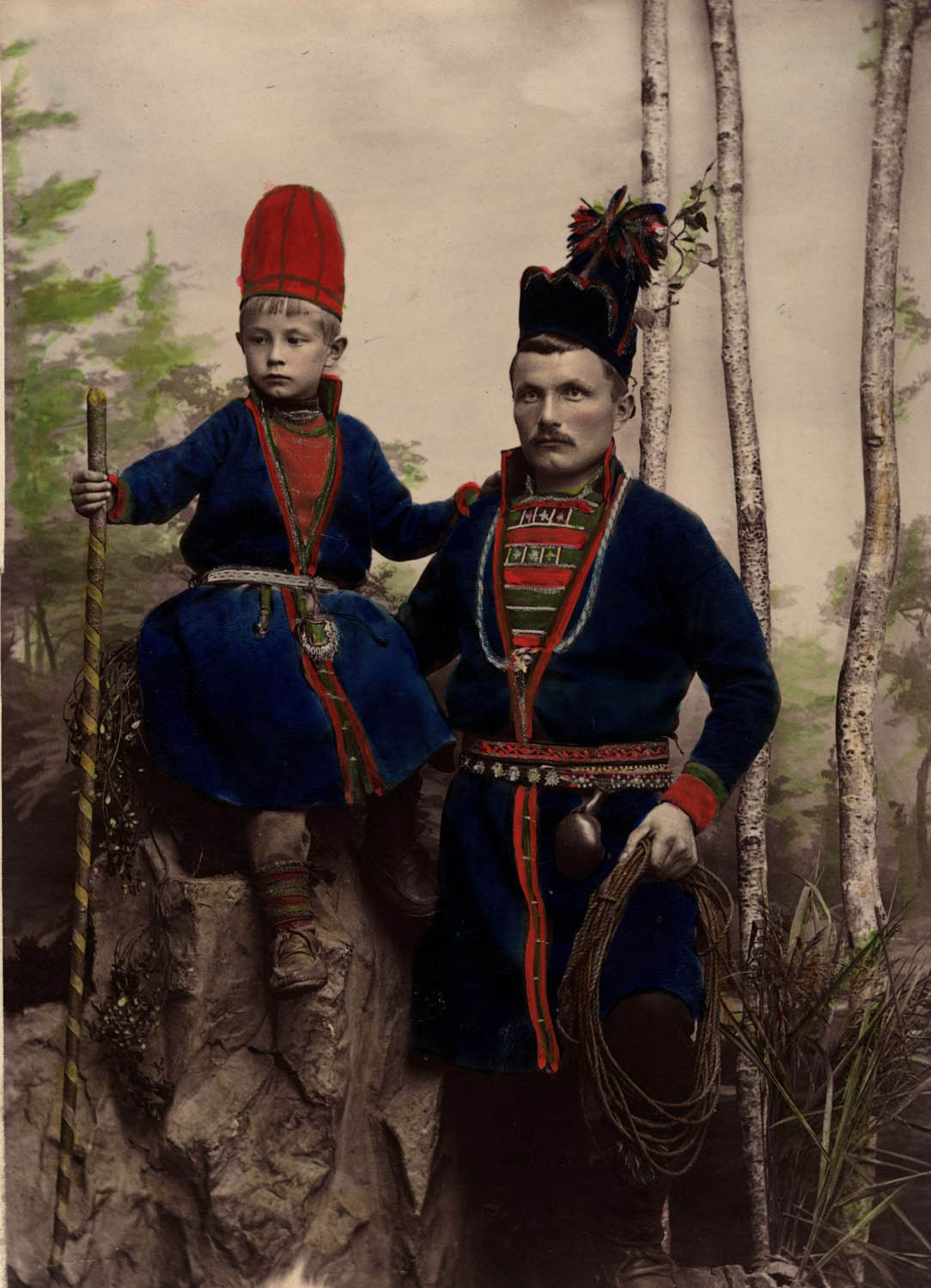
Саамский мужчина с сыном в Шведской Лапландии. Раскрашенное фото, конец XIX века.

Что касается саами, то различные группы были разделены на оленеводов, которые вели кочевой образ жизни и считались менее развитыми, и фермеров, которых правительство считало шведами, а не саами. Эта политика Lapp skall vara Lapp (букв. «Лапп должен быть лаппом») заставляла оседлых детей учиться иначе по сравнению с детьми кочевников. К концу 1800-х годов шведский язык стал единственным языком обучения в долине реки Турнеэльвен, населенной в основном носителями финского языка. В 1930-х годах для финских и саамских детей были созданы школы-интернаты, где им запрещалось говорить на родных языках и поощрялось принятие «цивилизованных» норм.
Эта политика шведизации закончилась в конце 1970-х годов, когда Швеция официально признала саами коренным народом Швеции. В 2009 году Риксдаг принял Закон о языке («Språklag» SFS 2009:600), который признал саамский и меянкиели официальными языками этнических меньшинств Швеции, гарантируя право использовать эти языки в образовании и административных процедурах.
В 2020 году Швеция учредила независимую комиссию по установлению истины для изучения и документирования прошлых злоупотреблений в отношении саами со стороны шведского государства. Была также создана параллельная комиссия для изучения прошлого обращения с финнами, населяющими долину реки Турнеэльвен.

### Саамские школы
Саамские школы, которые до 1977 года назывались школами кочевников или школами лапландцев, представляют собой тип школ в Швеции, которые работают параллельно со стандартной системой начальной школы. Саамские школы являются частью шведской системы государственных школ и руководствуются той же учебной программой, что и начальные школы. Саамские школы — это государственные учебные заведения, открытые для всех детей, родители которых идентифицируют себя как саами. Каждая школа имеет свое собственное общежитие, в котором многие учащиеся живут бо́льшую часть учебного года из-за больших расстояний на севере Швеции.